# قوائم الدول والمقاطعات
البلد أو المقاطعة هو حيز جغرافي يحقق تعريفي الأمة (كيان ثقافي) والدولة (كيان سياسي).
حينما يستعمل المصطلح بلد للإشارة إلى دولة مستقلة ذات سيادة انظر:
- قائمة الدول
- قائمة الدول الأعضاء في الأمم المتحدة
  - هناك قائمة للأمم المتحدة تشير فيها إلى مناطق تابعة (منها قائمة الأمم المتحدة للأقاليم غير المحكومة ذاتيا) ومناطق بسيادة خاصة كمداخل منفصلة في قوائم الدول.

## قوائم رسمية أخرى
- قائمة الدول حسب المعيار الدولي أيزو 3166-1 (أيزو)
- قائمة الدول حسب المعيار الدولي أيزو 3166-3 (أيزو)
- قائمة رموز بلدان اللجنة الأولمبية الدولية (ل أ د)
- قائمة البلدان حسب رموز الفيفا (فيفا)
- قائمة مجالات المستوى الأعلى للدول

## معاني أخرى للدول
- قائمة الحركات الانفصالية النشيطة
- قائمة مناطق الحكم الذاتي حسب الدول
- قائمة الوصائد والكلائد
- قائمة الكنفدراليات
- قائمة الفيدراليات
- قائمة الدول ذات الاعتراف المحدود
- قائمة الدول الخيالية
- قائمة حكومات في المنفى
- قائمة الدول المجهرية
- جدول التقسيمات الإدارية حسب الدول

## قوائم موضوعات

### ديموغرافية
خصائص الساكنة البشرية:
- قائمة الدول حسب معدل المواليد
- قائمة الدول حسب معدل الوفيات

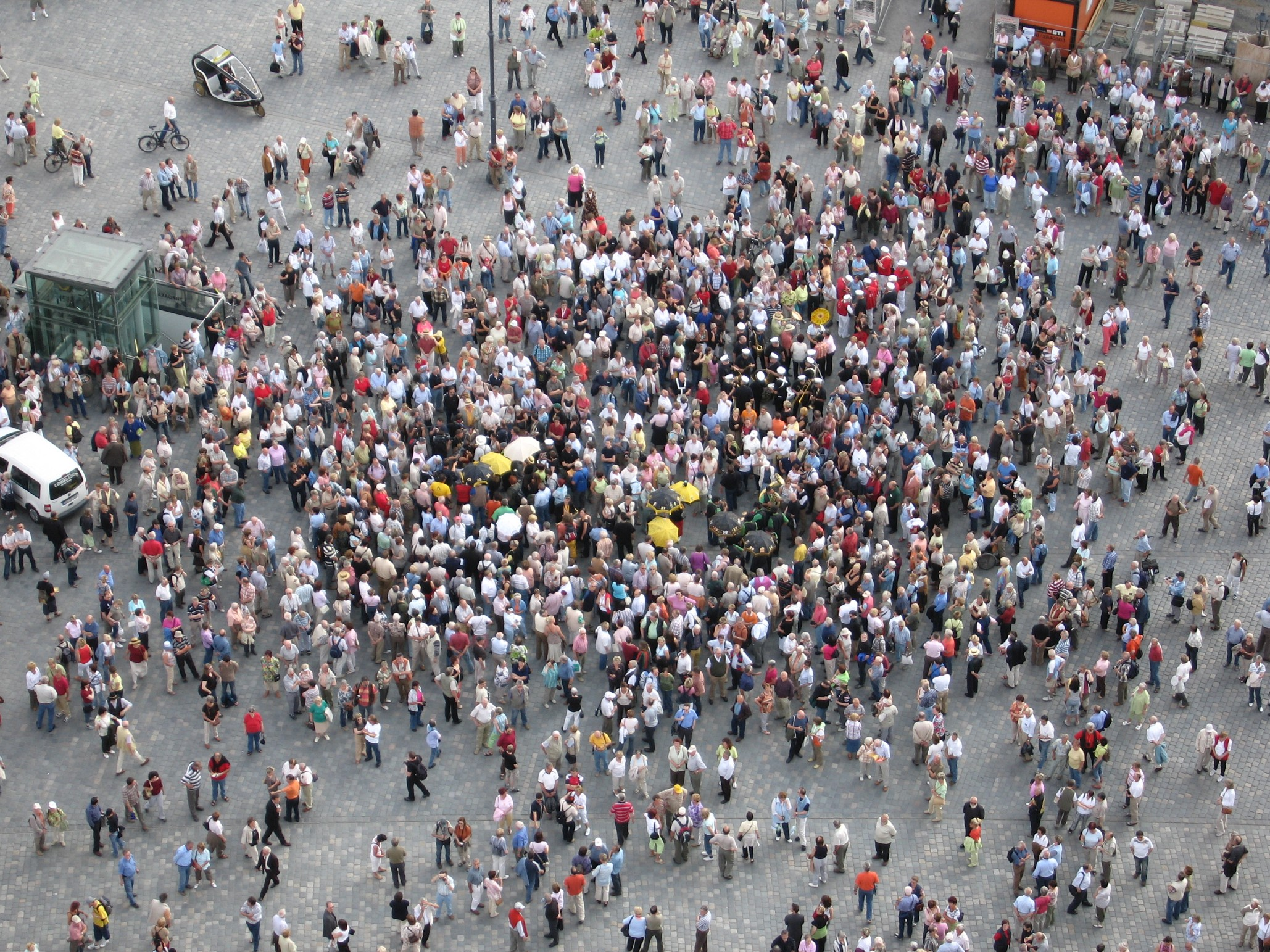
ديموغرافية

- قائمة الدول والأقاليم حسب معدل الخصوبة
- قائمة الدول حسب الإصابة بالإيدز/هايف
- قائمة الدول حسب مؤشر التنمية البشرية
  - مؤشر تحصيل البالغين
  - مؤشر التعليم
  - مأمول الحياة
- قائمة الدول حسب السكان المهاجرين إليها
- قائمة الدول حسب المساواة في الدخل
- قائمة الدول حسب معدل وفيات الأطفال
- قائمة الدول حسب معدل جرائم القتل
- قائمة الدول حسب متوسط العمر المتوقع
- قائمة الدول حسب نسبة المحصلين
- قائمة الدول حسب متوسط العمر
- قائمة الدول حسب عدد الهندوس
- قائمة الدول حسب عدد المسلمين
- قائمة الدول حسب نسبة الهجرة
- قائمة الدول حسب نسبة الفقراء من السكان
- قائمة الدول حسب نسبة السكان الذين يعانون من سوء التغذية
- قائمة الدول حسب عدد السكان
- قائمة الدول حسب الكثافة السكانية
- قائمة الدول حسب السكان (رسم بياني)
- قائمة الدول حسب معدل النمو السكاني
- قائمة الدول حسب الساكنة الماضية والمستقبلية
- قائمة الدول حسب نسبة الجنس
- قائمة الدول حسب اللغات المحكية
- قائمة الدول حسب نسبة الانتحار
- قائمة الدول حيث الإنجليزية هي لغة رسمية
- قائمة دول تعتبر الفرنسية لغة رسمية
- قائمة دول تعتبر العربية لغة رسمية
- قائمة دول تعتبر الروسية لغة رسمية
- قائمة دول تعتبر البرتغالية لغة رسمية
- قائمة دول ناطقة بالإسبانية كلغة رسمية
- قائمة دول ناطقة بالألمانية كلغة رسمية
- قائمة الدول التي سكانها أقل من 100000 نسمة
- التحضر حسب الدول

### اقتصاد
إنتاج وتوزيع واستهلاك السلع والخدمات:
- مراتب مؤشر سهولة ممارسة الأعمال
- قائمة الدول حسب أسعار فائدة البنك المركزي
- قائمة الدول حسب ميزان الحساب الجاري
- قائمة الدول حسب نسبة التشغيل
- قائمة الدول حسب الصادرات
- قائمة الدول حسب الدين الخارجي
- قائمة الدول حسب احتياطي النقد الأجنبي
- قائمة الدول حسب كمية المياه العذبة
- قائمة الدول حسب الواردات
- قائمة الدول حسب الدين الداخلي
- قائمة الدول حسب حجم شبكة السكك الحديدية
- قائمة الدول حسب معدل البطالة
- قائمة الدول حسب عدة قيم
- قائمة الدول حسب الحد الأدنى للأجور

#### ناتج محلي إجمالي
قيمة السلع والخدمات المنتجة داخل البلد:
- قائمة الدول حسب الناتج المحلي الإجمالي الاسمي المتوقع
- قائمة الدول حسب الناتج المحلي الإجمالي الاسمي المتوقع للفرد
- قائمة الدول حسب الناتج المحلي الإجمالي المتوقع
- قائمة الدول حسب الناتج المحلي الإجمالي المتوقع للفرد
- قائمة الدول حسب الناتج المحلي الإجمالي الاسمي
- قائمة الدول حسب الناتج المحلي الإجمالي الاسمي للفرد
- قائمة الدول حسب الناتج المحلي الإجمالي
- قائمة الدول حسب الناتج المحلي الإجمالي للفرد
- قائمة الدول حسب الناتج المحلي الإجمالي على ساعات العمل
- قائمة الدول حسب نمو الناتج المحلي الإجمالي
- قائمة الدول حسب نمو الناتج المحلي الإجمالي للفرد
- قائمة الدول حسب التكوين القطاعي للناتج المحلي الإجمالي
- قائمة الدول حسب الناتج المحلي الإجمالي الاسمي الماضي
- قائمة المناطق حسب الناتج المحلي الإجمالي الماضي
- قائمة تقسيمات الدول حسب الناتج المحلي الإجمالي الاسمي
- قائمة تقسيمات الدول حسب الناتج المحلي الإجمالي

#### الفلاحة
- قائمة الدول حسب إنتاج التفاح
- صيد الأسماك حسب الدول
- قائمة الدول حسب إنتاج الطماطم
- إنتاج القمح في العالم
- قائمة الدول المنتجة للنبيذ
- استخدام الأرض حسب الدول
- قائمة الدول حسب مساحة الأراضي المروية

### البيئة

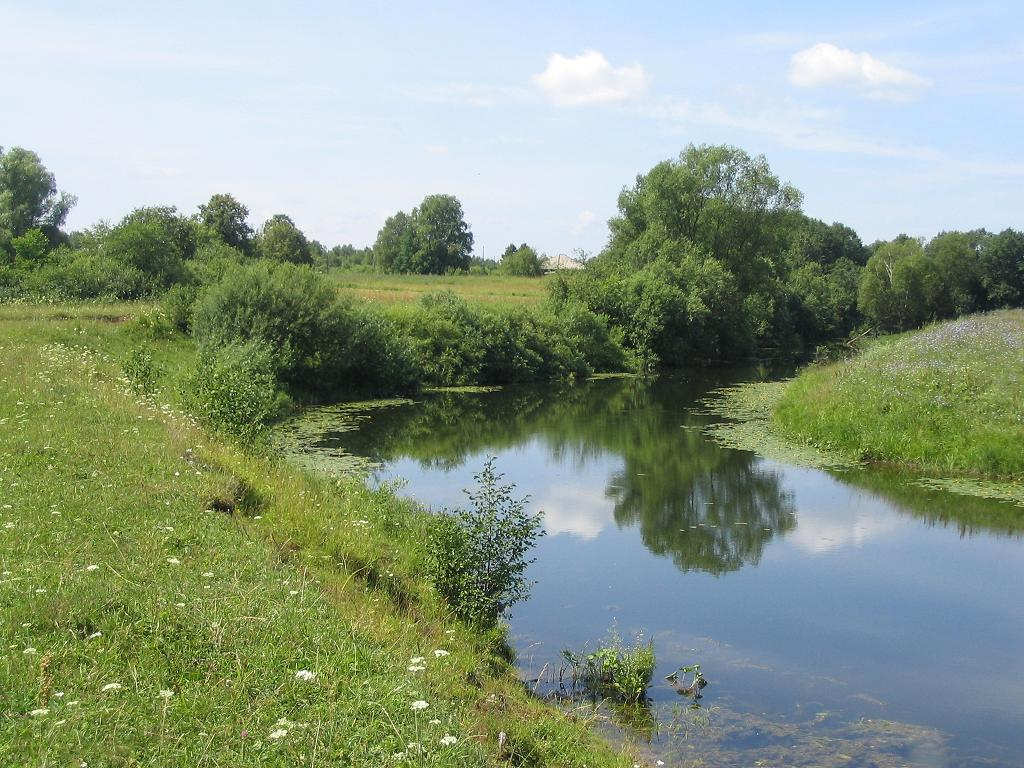
بيئة

التأثيرات الفيزيائية والكيميائية والحيوية في نظام بيئي:
- قائمة الدول حسب انبعاثات ثاني أكسيد الكربون
- قائمة الدول حسب انبعاثات ثاني أكسيد الكربون للفرد
- قائمة الدول حسب استهلاك الطاقة للفرد
- قائمة الدول حسب استهلاك الكهرباء
- قائمة الدول حسب إنتاج الكهرباء من المصادر المتجددة
- قائمة الدول حسب استهلاك وإنتاج الطاقة
- قائمة الدول حسب انبعاثات غازات الدفيئة للفرد
- قائمة الدول حسب الناتج المحلي الإجمالي على انبعاثات ثاني أكسيد الكربون
- قائمة الدول حسب كمية الطاقة الكهرمائية
- قائمة الدول حسب كمية الطاقة الريحية

### جغرافيا
الأرض وملامحها:
- قائمة الدول حسب المساحة
- قائمة الدول حسب مساحة الأرض

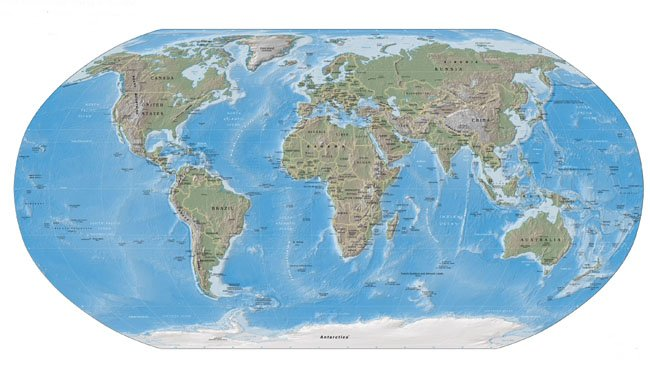
جغرافيا

- قائمة الدول حسب المساحة (رسم بياني)
- قائمة الدول حسب مساحة الغابات
- قائمة الدول حسب طول السواحل
- قائمة الدول حسب نسبة مساحة المياه
- قائمة الدول حسب مجموع موارد المياه المتجددة
- قائمة الدول والمقاطعات حسب القارات
- قائمة الدول حسب القارات (ملف داتا)
- قائمة الدول حسب أعلى نقطة
- قائمة الدول حسب أدنى نقطة
- قائمة الدول حسب أبعد نقطة نحو الشمال
- قائمة الدول حسب أبعد نقطة نحو الجنوب
- قائمة الدول حسب أبعد نقطة نحو الشرق
- قائمة الدول حسب أبعد نقطة نحو الغرب
- قائمة الدول حسب المنطقة الاقتصادية الخالصة
- قائمة الدول الجزرية
- قائمة الدول الجزرية حسب المساحة
- قائمة الدول التي لها حدود مع دولة واحدة
- قائمة الدول حسب الحدود البرية

### عسكرية
- مؤشر السلام العالمي

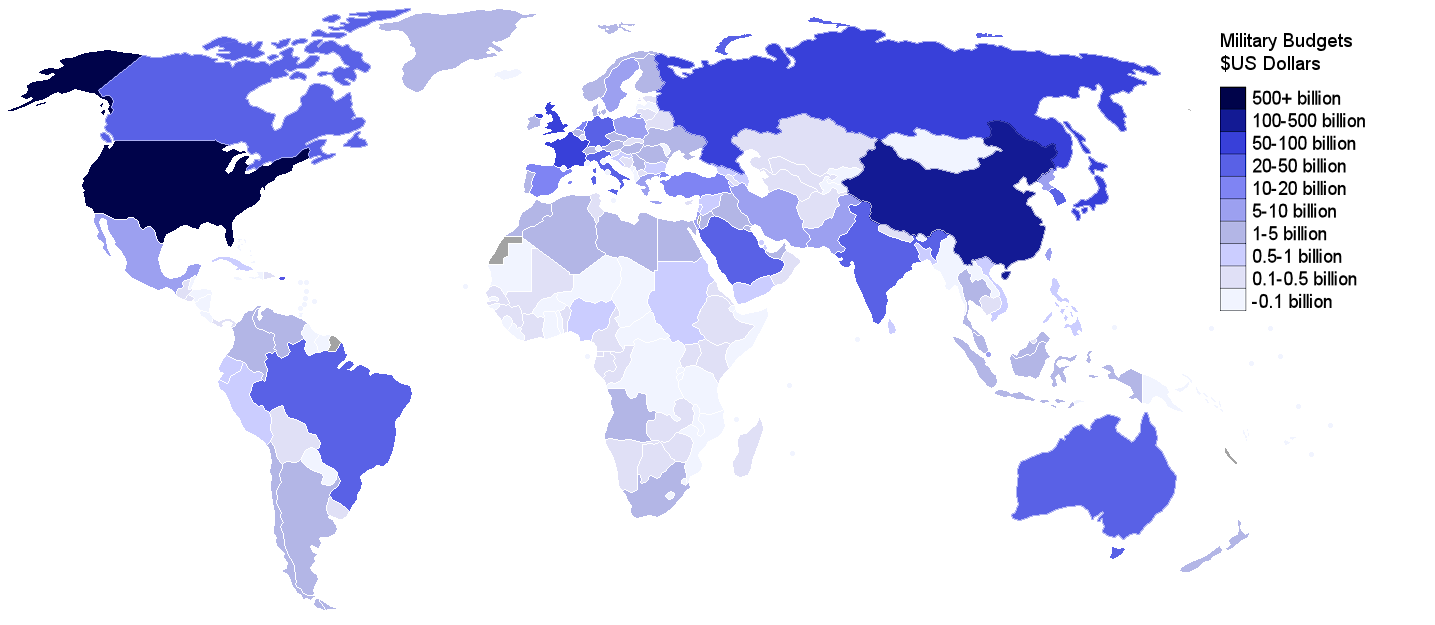
النفقات العسكرية

- قائمة الدول حسب قيمة النفقات العسكرية
- قائمة الدول من حيث القوة العسكرية
- قائمة الدول حسب العدد الإجمالي للقوات العسكرية
- قائمة الدول التي بدون قوات مسلحة
- قائمة حاملات الطائرات لكل دولة
- قائمة الدول النووية
- قائمة مشغلي الغواصات
- قائمة بعثات الأمم المتحدة لحفظ السلام
- مشاركون في الحرب العالمية الثانية

### أسماء
تسمية الدول:
- قائمة أسماء الدول البديلة

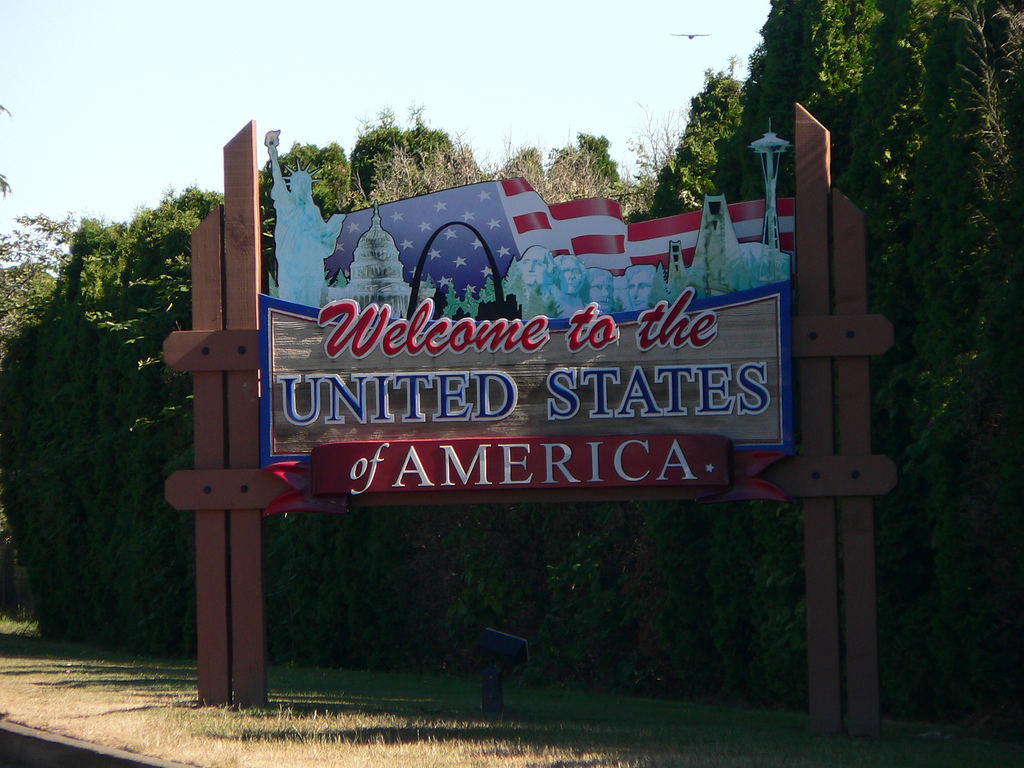
اسم بلد

- قائمة أسماء الدول والعواصم باللغات المحلية
- قائمة أسماء الدول باللغات المحلية
- قائمة الدول التي تحمل أسماء أشخاص
- قائمة تأثيلات أسماء الدول
- قائمة أسماء الدول بعدة لغات
- قائمة الدول والمقاطعات الأوروبية

### سياسة

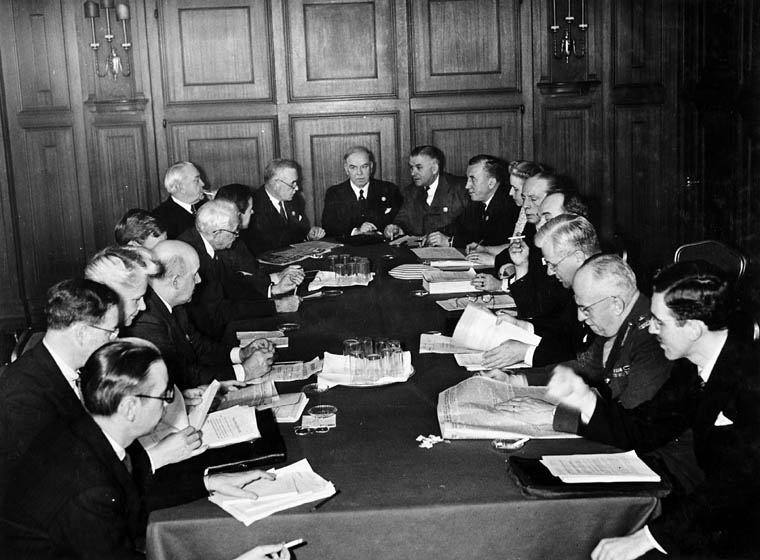
سياسة

العملية التي من خلالها تتخذ الجماعات (الحكومات في كثير من الأحيان) القرارات:
- قائمة الحركات الانفصالية النشيطة
- قائمة المناطق ذاتية الحكم حسب الدول
- قائمة الدول حسب تاريخ اتباع النظام الجمهوري
- قائمة الدول حسب نظام الحكم
- قائمة الدول حسب مدة الحماية الفكرية
- قائمة دول بدون أحزاب سياسية
- قائمة رؤساء الدول والحكومات الحاليين
- قائمة الوصائد والكلائد
- قائمة دول ذات سيادة سابقة
- قائمة الدول الخيالية
- حقوق إل جي بي تي حسب الدول
- قائمة الدول المجهرية
- قائمة الأطراف في الإتفاقات الدولية لحقوق النشر
- قائمة الدول ذات السيادة حسب تاريخ التأسيس
- قائمة النزاعات الإقليمية
- جدول التقسيمات الإدارية حسب الدول
- عقوبة الإعدام حسب الدول

### الرياضة
- قائمة رموز بلدان اللجنة الأولمبية الدولية
- قائمة رموز بلدان الفيفا

### سياحة
- جدول مواقع التراث العالمي وفقا للدولة

### نقل
- قائمة الدول حسب حمولة الأسطول التجاري
- قائمة الدول حسب طول المعابر المائية
- إجمالي أنظمة النقل السريع حسب الدول
- قائمة شركات السكك الحديدية

### متفرقات
- قائمة أكبر المعمرين حسب الدولة
- قائمة المدن الأكثر تلوثا في العالم
- قائمة الدول حسب جهة السير
- قائمة الدول حسب استهلاك البيرة للفرد
- قائمة الدول حسب استهلاك الفرد للطاقة
- قائمة الدول حسب استهلاك القهوة للفرد
- قائمة الدول حسب عدد مستخدمي شبكة الانترنت عريضة النطاق
  - قائمة مجالات المستوى الأعلى
- قائمة الدول حسب عدد ألوان العلم الرسمي
- قائمة الدول التي بها مطاعم برجر كنج
- قائمة البلدان التي لديها امتياز ماكدونالدز
- النظم الكهربائية الرئيسية
- قائمة العواصم الوطنية
  - قائمة الدول التي عواصمها ليست مدنها الكبرى
  - قائمة الدول التي بها عدة عواصم
- رمز الهاتف الدولي
- قائمة رموز تسجيل المركبات الدولية
  - قائمة رموز الدول على لوحات تسجيل المركبات الدبلوماسية البريطانية
- جواز سفر الحيوانات الأليفة
- قائمة أعلى مراتب الدول
- قائمة الدول من حيث طول الناس فيها
- قائمة الدول من حيث جمال الناس فيها
- قائمة النطاقات الزمنية
  - قائمة النطاقات الزمنية حسب الدول
  - التوقيت الصيفي حول العالم

## القارات

### آسيا
- قائمة الدول الآسيوية حسب المساحة
- قائمة الدول الآسيوية حسب عدد السكان
- قائمة الدول الآسيوية حسب مساحة الغابات
- قائمة الدول الآسيوية حسب طول السواحل

### أفريقيا
- قائمة الدول الأفريقية حسب المساحة
- قائمة الدول الأفريقية حسب عدد السكان
- قائمة الدول الأفريقية حسب مساحة الغابات
- قائمة الدول الأفريقية حسب طول السواحل

### أمريكا الشمالية
- قائمة دول أمريكا الشمالية حسب المساحة
- قائمة دول أمريكا الشمالية حسب عدد السكان
- قائمة دول أمريكا الشمالية حسب مساحة الغابات
- قائمة دول أمريكا الشمالية حسب طول السواحل

### أوروبا
- قائمة الدول الأوروبية حسب المساحة
- قائمة الدول الأوروبية حسب عدد السكان
- قائمة الدول الأوروبية حسب مساحة الغابات
- قائمة الدول الأوروبية حسب طول السواحل

## الوطن العربي
- قائمة الدول العربية حسب عدد السكان
- قائمة الدول العربية حسب المساحة
- قائمة الدول العربية حسب طول السواحل
- قائمة الدول العربية حسب متوسط العمر المتوقع